# Pirkanmaa
Pirkanmaa – region w Finlandii, położony w prowincji Finlandia Zachodnia. Stolicą regionu jest Tampere.

## Gminy
Region ten jest podzielony na 22 gminy (miasta zostały pogrubione):
| - Akaa - Hämeenkyrö - Ikaalinen - Juupajoki - Kangasala - Kihniö - Lempäälä - Mänttä-Vilppula - Nokia - Orivesi - Pälkäne | - Parkano - Pirkkala - Punkalaidun - Ruovesi - Sastamala - Tampere - Urjala - Valkeakoski - Vesilahti - Virrat - Ylöjärvi |